# 阿恩达达
阿恩达达（Andada），是印度古吉拉特邦Bharuch县的一个城镇。总人口13506（2001年）。

## 人口
该地2001年总人口13506人，其中男性7309人，女性6197人；0—6岁人口2105人，其中男1150人，女955人；识字率73.17%，其中男性为77.69%，女性为67.84%。